# Microsynanthedon setodiformis
Microsynanthedon setodiformis là một loài bướm đêm thuộc họ Sesiidae. Nó được biết đến ở Madagascar.